# Třída S 31
Třída S 31 byla třída torpédoborců německé Kaiserliche Marine z období první světové války. V Německu byly kategorizovány jako velké torpédové čluny. Celkem bylo postaveno šest jednotek této třídy. Společně představovaly jednu půlflotilu torpédoborců. Plánovaný prodej torpédoborců S 35 a S 36 Řeckému námořnictvu byl zrušen po vypuknutí světové války. Čtyři torpédoborce byly ztraceny za první světové války a zbývající dva po válce internovány ve Scapa Flow, kde je v roce 1919 během incidentu ve Scapa Flow potopila vlastní posádka.

## Stavba
Německé císařské námořnictvo ve fiskálním roce 1913 objednalo dvanáct torpédoborců nového typu, oproti plavidlům z let 1911–1912 většího, výkonnějšího a se silnější výzbrojí. Prvních šest jednotek bylo dodáno loděnicí AG Vulcan Stettin ve Štětíně jako třída V 25. Zbývajících šest postavila loděnice Schichau-Werke v Elbingu jako třídu S 31. Kýly plavidel byly založeny roku 1913 a do služby byly torpédoborce přijaty v letech 1914–1915.
Jednotky třídy S 31:
| Jméno | Zahájení stavby | Spuštění na vodu  | Zařazena do služby | Status |
| ----- | --------------- | ----------------- | ------------------ | --- |
| S 31  | 1913            | 20. prosince 1913 | srpen 1914         | Dne 19. srpna 1915 v Řižském zálivu potopen minou. |
| S 32  | 1913            | 28. února 1914    | září 1914          | V listopadu 1918 internován ve Scapa Flow. Dne 21. června 1919 potopen vlastní posádkou. Později vyzvednut a sešrotován.                                         |
| S 33  | 1913            | 4. dubna 1914     | říjen 1914         | Dne 3. října 1918 v Severním moři torpédován a potopen britskou ponorkou HMS L10.                                                                                |
| S 34  | 1913            | 13. června 1914   | listopad 1914      | Dne 3. října 1918 v Severním moři potopen minou. |
| S 35  | 1913            | 30. srpna 1914    | prosinec 1914      | Prodej Řecku zrušen po vypuknutí války. Dne 31. května 1916 v bitvě u Jutska potopen britskými bitevními křižníky.                                               |
| S 36  | 1913            | 17. října 1914    | leden 1915         | Prodej Řecku zrušen po vypuknutí války. V listopadu 1918 internován ve Scapa Flow. Dne 21. června 1919 potopen vlastní posádkou. Později vyzvednut a sešrotován. |

## Konstrukce
Hlavní výzbroj představovaly tři 88mm/42 kanóny TK L/45 C/14, šest 500mm torpédometů (dva dvojité, dva jednoduché) se zásobou osmi torpéd a až 24 námořních min. Pohonný systém tvořily tři kotle Marine a dvě parní turbíny Schichau o výkonu 24 000 hp, pohánějící dva lodní šrouby. Měly dva komíny. Nejvyšší rychlost dosahovala 33,5 uzlu. Dosah 1100 námořních mil při rychlosti dvacet uzlů.